# Точный расчёт
«Точный расчёт» (англ. Without Fail, другие названия — «Без промаха», «Без права на ошибку», «Джек Ричер, или Без права на ошибку») — роман английского писателя Ли Чайлда, вышедший в 2002 году. Шестая книга из серии о бывшем военном полицейском Джеке Ричере.  

## Сюжет
Бывший военный полицейский Джек Ричер приезжает в Атлантик-Сити. Там его находит агент секретной службы Мэри Эллен Фролих, девушка его покойного брата Джо. Некто посылает угрожающие письма будущему вице-президенту Армстронгу, и Фролих хочет, чтобы Ричер проработал возможные сценария покушения. Джек соглашается и вместе со своим бывшим сержантом Фрэнсис Нигли выдаёт несколько вариантов, один из которых эффектно демонстрирует спецагентам.
Работая вместе, Ричер и Фролих начинают отношения, но Ричер понимает, что она всё ещё любит Джо. Во время благотворительного мероприятия на вице-президента совершается покушение и Фролих погибает, защищая Армстронга. Расследование приводит Ричера и Нигли в Вайоминг, где им удаётся найти и обезвредить убийцу.

## Номинации
- 2003 — Номинация на премию «Барри» за лучший роман[5]
- 2003 — Номинация на премию «Dilys Award»[6]